# Данилово (Пушкинский городской округ)
Дани́лово (изначально — Даниловское и Бели, затем — Даниловское) — деревня в Пушкинском городском округе Московской области России, входит в состав городского поселения Ашукино. Население — 254 человека (2010).

## География
Расположена на севере Московской области, в северной части Пушкинского района, примерно в 19 км к северу от центра города Пушкино и 34 км от Московской кольцевой автодороги, на реке Талице бассейна Клязьмы.
В деревне 5 улиц — Генерала Шаталина, Заречная, Карьерная, Молодёжная и Придорожная.
В 1 км к востоку проходит линия Ярославского направления Московской железной дороги, в 5 км к востоку — Ярославское шоссе М8, в 5 км к югу — Московское малое кольцо А107. Ближайшие населённые пункты — дачный посёлок Ашукино, деревни Василёво, Мураново и Подвязново.
Связана автобусным сообщением с железнодорожными станциями Ашукинская и Софрино.

## Население
| 1859 | 1890 | 1899 | 1926 | 2002 | 2006 | 2010 |
| ---- | ---- | ---- | ---- | ---- | ---- | ---- |
| 191  | ↗214 | →214 | ↗272 | ↘118 | ↘112 | ↗254 |

## История
Поселение Даниловское и Бели возникло на месте Ильинских деревень XIV века. По предположению С. З. Чернова, племянник митрополита Алексия, Данила Феофанович Бяконтов, владел центром волости Бели - селом Даниловское. В конце XIV века село Даниловское и Бели переходит во владение Чудова монастыря, основанного тем же митрополитом Алексием. В 1585 году село Даниловское на речке Талице относилось к Радонежскому стану Московского уезда и находилось в вотчине Чудова монастыря. В XVIII веке Даниловское - владения Коллегии экономии, с 1797 года - Удельного ведомства. В 1852 году село Даниловское числилось за коллежской асессоршей Софьей Александровной Римско-Корсаковой.
В «Списке населённых мест» 1862 года — казённая деревня 1-го стана Дмитровского уезда Московской губернии по правую сторону Московско-Ярославского шоссе (из Ярославля в Москву), в 40 верстах от уездного города и 23 верстах от становой квартиры, при реке Талице, с 37 дворами и 191 жителем (84 мужчины, 107 женщин).
По данным на 1899 год — деревня Морозовской волости Дмитровского уезда с 214 жителями.
В 1913 году — 44 двора.
По материалам Всесоюзной переписи населения 1926 года — центр Даниловского сельсовета Софринской волости Сергиевского уезда Московской губернии в 1,6 км от Ярославского шоссе и 4,3 км от станции Софрино Северной железной дороги, проживало 272 жителя (133 мужчины, 139 женщин), насчитывалось 165 хозяйств, из которых 163 крестьянских.
С 1929 года — населённый пункт в составе Пушкинского района Московского округа Московской области. Постановлением ЦИК и СНК от 23 июля 1930 года округа как административно-территориальные единицы были ликвидированы.
Административная принадлежность
1929—1954 гг. — центр Даниловского сельсовета Пушкинского района.
1954—1957, 1962—1963, 1965—1994 гг. — деревня Луговского сельсовета Пушкинского района.
1957—1960 гг. — деревня Луговского сельсовета Мытищинского района.
1960—1962 гг. — деревня Луговского сельсовета Калининградского района.
1963—1965 гг. — деревня Луговского сельсовета Мытищинского укрупнённого сельского района.
1994—2006 гг. — деревня Луговского сельского округа Пушкинского района.
С 2006 года — деревня городского поселения Ашукино Пушкинского муниципального района Московской области.

## Достопримечательности
- Часовня Даниила Московского, Трифона Мученика, Алексия, человека Божия, рядом с почитаемым источником[21].
- Церковь Михаила Архангела[22].